# Gaston Rivierre
Gaston Rivierre, nacido el 3 de junio de 1862 y fallecido el 1 de diciembre de 1942, fue un ciclista francés. Ganó tres veces la clásica Burdeos-París.

## Palmarés
1884
- Lyon-París-Lyon
- 1.000 km de París

1886
- Burdeos-París

1896
- Bol d'Or

1897
- Burdeos-París

1898
- Burdeos-París